# Birgit Jochens
Birgit Jochens (geb. 1948 in Hamburg) ist eine auf Recherchen zur Kultur- und Regionalgeschichte spezialisierte Historikerin.

## Leben
Nach dem Studium der Geschichte und Germanistik an der Universität Hamburg war Birgit Jochens von 1977 bis 1980 als Wissenschaftliche Mitarbeiterin an der Gesamthochschule Siegen, von 1980 bis 1985 als Wissenschaftliche Assistentin an der Freien Universität Berlin jeweils im Fach Germanistische Linguistik tätig. Nach einem Zusatzstudium der Kunstgeschichte an der Freien Universität Berlin verlagerte sie ihren Interessenschwerpunkt auf die Geschichtsforschung.
Von 1990 bis 2013 war sie Leiterin des Museums Charlottenburg-Wilmersdorf, das seit 2012 in der Villa Oppenheim ansässig ist. Sie präsentierte dort zusammen mit ihrem Mann, dem Ausstellungsgestalter Klaus-Dietrich Schulze, in ihrer Amtszeit mehr als 120 Sonderausstellungen, die teilweise auch in anderen deutschen Städten und im Ausland gezeigt wurden, und legte eine Reihe von Publikationen zur Geschichte Charlottenburgs und zur Berliner Kulturgeschichte vor.
Ihr Longseller „Deutsche Weihnacht 1900 bis 1945. Ein Familienalbum“ fand auch im Ausland Beachtung. Die darin präsentierte Fotoserie hat das Museum Charlottenburg-Wilmersdorf in Ausstellungen u. a. in Zagreb, London, Budapest und Tulsa/Oklahoma gezeigt.
Birgit Jochens ist seit 2005 Vorstandsmitglied der Stiftung Denkmalschutz Berlin, die mit der Restaurierung u. a. des Brandenburger Tores, des Strandbads Wannsee und des Charlottenburger Tores zur Pflege und zum Erhalt Berliner Denkmale beitragen konnte.
2020 richtete Birgit Jochens zusammen mit Klaus-Dietrich Schulze das Kinderbuchmuseum im Havelland für Schloss Kleßen ein. Sie ist dort seitdem als Ausstellungskuratorin, ihr Mann als Ausstellungsgestalter tätig. Mit Beständen aus der Sammlung des Schlossherrn und Sammlers Hans-Jürgen Thiedig († 2023) präsentiert das Museum einen Überblick über 300 Jahre der Kinderbuchproduktion und Wechselausstellungen.
Birgit Jochens lebt in Berlin.

## Veröffentlichungen (Auswahl)
- Birgit Jochens, Herbert May: Die Friedhöfe von Berlin-Charlottenburg. Stapp Verlag, Berlin 1994, ISBN 3-87776-056-2.
- Birgit Jochens: Deutsche Weihnacht. Ein Familienalbum 1900–1945. Nicolaische Verlagsbuchhandlung, Berlin 1996, ISBN 3-87584-603-6.
- Birgit Jochens, Sonja Miltenberger (Hrsg.): Zwischen Reform und Rebellion. Starke Frauen im Berliner Westen. Jaron Verlag, Berlin 1999, ISBN 3-89773-003-0.
- Birgit Jochens (Hrsg.): BruchStücke. Stuttgarter Platz. Omnis Verlag, Berlin 1999, ISBN 3-933175-59-3.
- Birgit Jochens: Charlottenburg in historischen Postkarten. Jaron Verlag, Berlin 1999, ISBN 3-932202-26-0.
- Birgit Jochens (Hrsg.): Die Luisengemeinde. Verändert wieder gekommen. Die Geschichte der Luisenkirche und ihrer Gemeinde 1943–1953. edition Berlin im Metropolverlag, Berlin 2003, ISBN 3-936411-84-0.
- Birgit Jochens: Die Kaiserbäder auf Usedom: ein Vorort Berlins. 2. Aufl., Conrad GmbH, Berlin 2006.
- Birgit Jochens, Doris Hünert (Hrsg.): Von Tonwaren zum Olympiastadion. Die Berliner Familie March. Eine Erfolgsstory. edition Berlin im Metropolverlag 2010, ISBN 978-3-932482-94-6.
- Birgit Jochens, Sonja Miltenberger (Hrsg.): Von Haus zu Haus am Kurfürstendamm. Geschichte und Geschichten über Berlins ersten Boulevard. text.verlag, Berlin 2011, ISBN 978-3-938414-31-6.
- Birgit Jochens: Die Kantstraße. Vom preußischen Charlottenburg zur Berliner City West. Verlag für Berlin-Brandenburg, Berlin 2017, ISBN 978-3-945256-83-1.
- Birgit Jochens: Zwischen Ambition und Rebellion. Karrieren Berliner Kochbuchautorinnen. Verlag für Berlin-Brandenburg, Berlin 2021, ISBN 978-3-947215-88-1.
- Birgit Jochens: Wilhelm von Bode und Marie Rimpau. Eine ungewöhnliche Liebe. Quintus, Berlin 2024, ISBN 978-3-96982-089-6.